# Aporophyla virgo
Aporophyla virgo är en fjärilsart som beskrevs av Köhler 1979. Aporophyla virgo ingår i släktet Aporophyla och familjen nattflyn. Inga underarter finns listade i Catalogue of Life.